# Lee Sun-hee (cantante)
Lee Sun-hee (이선희?, Yi Seon-huiLR, I SŏnhŭiMR; Boryeong, 11 novembre 1964) è una cantautrice sudcoreana.
Spesso descritta come la "diva nazionale" della Corea per la popolarità, il successo commerciale e l'abilità vocale, Lee ha esordito nel 1984 con la canzone To J, grazie alla quale ha vinto il primo posto all'MBC Riverside Song Festival. L'anno successivo ha pubblicato il suo primo album, Ah! The Good Old Days, cui ha fatto seguito una lunga serie di dischi di successo durante gli anni 1980 e 1990, che le hanno valso il premio bonsang ai Golden Disc Award per cinque anni consecutivi.
Il governo della Corea del Sud le ha conferito l'encomio del primo ministro nel 2010 per il contributo dato alla cultura popolare.

## Biografia
Lee Sun-hee nasce il 14 dicembre 1964 (l'11 novembre del calendario lunare) a Boryeong, e viene cresciuta vicino a un isolato tempio buddhista dalla madre e dal padre, un monaco buddhista appartenente a una setta che permette agli adepti di sposarsi e avere figli. Frequenta la scuola superiore Sangmyung e nel 1984 si laurea in gestione ambientale all'università di Incheon.
Durante gli anni degli studi universitari, Lee partecipa al quinto MBC Riverside Song Festival insieme al compagno di scuola Im Sung-kyun. Il duo canoro, chiamato Act 4 Scene 5 (4막 5장?), si aggiudica il gran premio con il pezzo To J, che diventa una hit, facendo vincere alla cantante i premi di miglior esordiente ai KBS Music Award e all'MBC Top 10 Singers Song Festival di fine anno. Anche il suo caratteristico look riscuote successo, causando una "sindrome di Lee Sun-hee" tra le studentesse, che ne imitano il taglio di capelli corto e gli occhiali dalla montatura tonda.
Nel 2011, Lee diventa la quinta cantante sudcoreana ad esibirsi alla Carnegie Hall, e nel 2018 è tra i pochi artisti del suo Paese ad essere mai saliti su un palco nordcoreano, durante il concerto Spring Is Coming a Pyongyang.

## Discografia

### Album in studio
- 1985 – Ah! The Good Old Days
- 1985 – West Wind
- 1986 – I Want to Know
- 1988 – Where the Love Falls / I Always Miss You
- 1989 – With a Single Smile / My Street / A Bout of Laughter
- 1990 – Turning the Pages of Memories / Why Me
- 1991 – If You Love Me
- 1992 – Small Boat
- 1994 – Chrysanthemum
- 1996 – First Love
- 1998 – Dream of Ruby
- 2001 – My Life + Best
- 2005 – Puberty
- 2009 – Dear Love...
- 2014 – Serendipity
- 2020 – Safety